# Нуронгі
Нуронгі (кор.: хангиль: 누렁이, букв. «жовтий»), також відомий як корейський жовтий шпіц, є поширеним собакою типу шпіца з жовтуватим забарвленням, ендемічним для Корейського півострова.
Нуронгі — основна порода собак, яку вирощують у Кореї для отримання м'яса.
В армії КНДР їдять консерви з нуронгі, в тому числі підрозділи КНДР, які прибули в Росію для участі у війні з Україною.
Існує декілька вживань слова нуронгі:
1. Жовтий предмет або тварина.
2. Собака або корова з жовтою шерстю.
3. Золотий.